# Холи Понд (Алабама)
Холи Понд (енгл. Holly Pond) град је у америчкој савезној држави Алабама. По попису становништва из 2010. у њему је живело 798 становника.

## Демографија
Према попису становништва из 2010. у граду је живело 798 становника, што је 153 (23,7%) становника више него 2000. године.
| Група             | 2000.       | 2010.       |
| Белци             | 618 (95,8%) | 778 (97,5%) |
| Афроамериканци    | 0 (0,0%)    | 2 (0,3%)    |
| Азијати           | 1 (0,2%)    | 0 (0,0%)    |
| Хиспаноамериканци | 22 (3,4%)   | 11 (1,4%)   |
| Укупно            | 645         | 798         |